# Convenção Internacional sobre os Direitos das Pessoas com Deficiência

Convenção Internacional sobre os Direitos das Pessoas com Deficiência
Estados-membros
Estados que assinaram, mas não ratificaram
Estados que não assinaram

A Convenção Internacional sobre os Direitos das Pessoas com Deficiência é um instrumento internacional de direitos humanos das Nações Unidas cuja finalidade é proteger os direitos e a dignidade das pessoas com deficiência. As Partes da Convenção são obrigadas a promover, proteger e assegurar o exercício pleno dos direitos humanos das pessoas com deficiência e assegurar que gozem de plena igualdade perante a lei.
O texto da convenção foi aprovado pela Assembleia Geral das Nações Unidas em 13 de dezembro de 2006 e promulgado pelo Brasil em 25 de agosto de 2009, através do Decreto n. 6 949.